# Baar (Souabe)
Pour les articles homonymes, voir Baar.
Baar (Schwaben) est une commune de Bavière (Allemagne), située dans l'arrondissement d'Aichach-Friedberg.